# ایتو، شیزوئوکا
ایتو در استان شیزوئوکا در کشور ژاپن واقع شده‌است که دارای جمعیت ۷۲٬۰۳۸ نفر و مساحت ۱۲۴٫۱۳ کیلومتر مربع با تراکم جمعیت ۵۸۰ نفر در کیلومترمربع است و در تاریخ ۱۰ اوت ۱۹۴۷ به عنوان شهر شناخته شد.